# Союз ТМА-5
«Союз ТМА-5» — пілотований космічний корабель серії «Союз ТМА», на якому здійснено політ до Міжнародної космічної станції (МКС).

## Параметри польоту
- Маса апарата — 7,25 т;
- Нахил орбіти — 51,7 °.
- Період обертання — 89,6 хв.
- Перигей — 204 (359) км.
- Апогей — 238 (377) км.

## Екіпаж старту
- Командир корабля — Саліжан Шаріпов  (2)
- Бортінженер-1 — Лерой Чиао  (4) (Leroy Chiao) (США)
- Бортінженер-2 — Юрій Шаргін  (1)

## Дублюючий екіпаж
- Командир корабля — Валерій Токарєв
- Бортінженер-1 — Вільям МакАртур (William McArthur)  (США)

## Екіпаж повернення
- Командир корабля — Саліжан Шаріпов
- Бортінженер-1 — Лерой Чиао
- Бортінженер-2 — Роберто Вітторіо  (Італія)

## Опис польоту
25-й пілотований політ до МКС. 

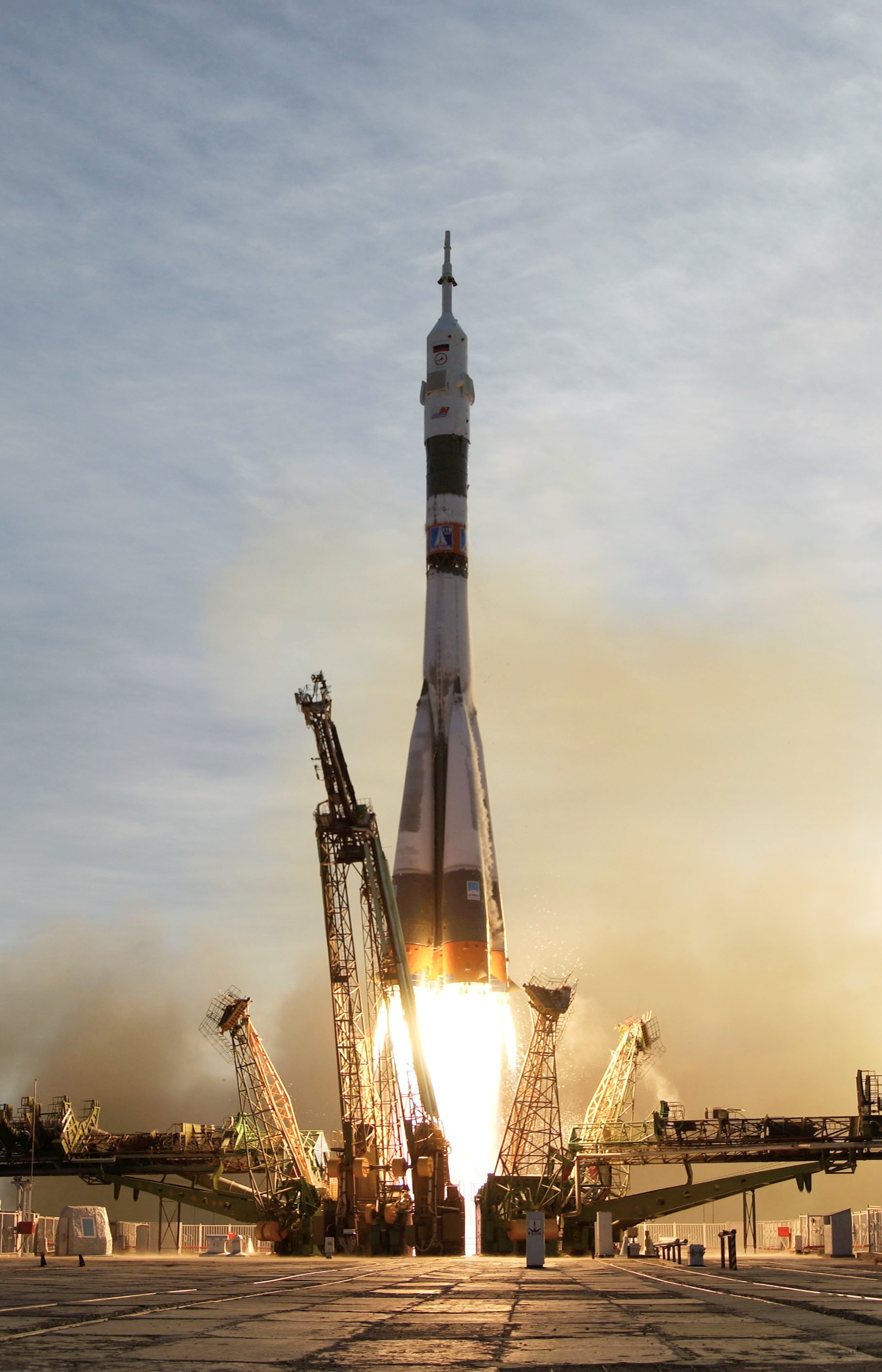
Старт корабля

Програмою польоту передбачалася стикування корабля «Союз ТМА-5» з Міжнародною космічною станцією і заміна основного екіпажу МКС. У цей час на МКС перебував 9-й основний екіпаж — Юрій Маленченко і Едвард Фінк. 10-й основний екіпаж МКС — Лерой Чиао і Саліжан Шаріпов — працювали на МКС до 25 квітня 2005 року.
Космонавт ракетно-космічних військ Росії — Юрій Шаргін — проводив на МКС дослідження та експерименти протягом 9 діб і повернувся на Землю разом з екіпажем МКС-9 на кораблі «Союз ТМА-4».
Основний екіпаж МКС-10 проводив різні наукові дослідження і експерименти, підтримував МКС у робочому стані. Чиао і Шаріпов здійснили два виходи у відкритий космос.
- Перший вихід 26 січня, тривалістю 5 годин 29 хвилин.
- Другий вихід 28 березня, тривалістю 4 години 30 хвилин. Космонавти встановили на зовнішній поверхні модуля «Звезда» антени, необхідні для комунікації з європейським вантажним кораблем (ATV, Automated Transfer Vehicle), який планується відправити до МКС в 2006 році. Також, Саліжан Шаріпов запустив наносупутник.

Під час перебування на МКС, екіпаж МКС-10 прийняв і розвантажив два вантажних космічних корабля «Прогрес».